# 南雲鎮區
南雲鎮區為緬甸實皆省那加自治区下辖的一个鎮區。2014年人口51,980人，區域面積6,605.1平方公里。該鎮區下分122個村莊。南雲為該鎮區首府。